# Грузино-польские отношения
Грузино-польские отношения — двухсторонние отношения между Грузией и Польшей. Дипломатические контакты начались в XV веке. Двухсторонние отношения между современными образованиями были установлены 28 апреля 1992 года.
В Польше на конец 2024 года было официально зарегистрировано 25,7 тыс. граждан Грузии.

## История грузино-польских отношений
В 1495 году царь Картли Константин II в поисках поддержки против турок направил на запад посольство. Конечной целью миссии были дворы папы римского и испанских королей Фердинанда и Изабеллы. По пути дипломаты посетили королевские дворы Литвы и Польши, где правили братья Александр и Ян Ягеллоны. Их, также испытывавшими проблемы с турецкой экспансией, послы пытались склонить к союзу.
В XVII веке между Речью Посполитой и западно-грузинскими княжествами шла активная торговля и дипломатическая переписка.

## Двухсторонние отношения
В 1997 году Республика Польша открыла посольство в Тбилиси. В 2001 году посольство Грузии в Германии было по совместительству аккредитовано в Польше. С 2005 года в Варшаве действует грузинское посольство.
С 3 июня 2013 года Чрезвычайным и Полномочным послом Польши в Грузии является Анджей Чейсковский, а в апреле 2011 года Чрезвычайным и Полномочным послом Грузии в Республике Польша назначен Николоз Николозишвили.
30 мая 2017 года, во время визита президента Польши Анджея Дуда в Тбилиси, где он встретился с грузинским лидером Георгием Маргвелашвили, была подписана совместная декларация, по которой польская сторона выразила свою поддержку стремлению Грузии вступить в Европейский союз и НАТО. Также в документе говорилось о создании совместной комиссии историков, которые подготовят обе страны к празднованию 100-летия взаимоотношений.
В декабре 2017 Грузия и Польша подписали соглашение о стратегическом сотрудничестве.
5 ноября 2018 года глава парламента Грузии Ираклий Кобахидзе и находящийся с официальным визитом в Тбилиси маршал сейма Польши Марек Кухцинский подписали устав Парламентской Ассамблеи двух стран.

## Позиция Польши по событиям 2008 года
Во время войны в Грузии Польша заняла сторону Грузии, осудив действия России. Тогдашний польский президент Лех Качиньский заявил:

Сегодня Грузия, завтра — Украина, послезавтра — страны Балтии, а после придёт черёд и моей страны — Польши.